# Ouro-Sambo
Pour les articles homonymes, voir Sambo (homonymie).
Ouro-Sambo est une commune située dans le département de Bani, dans la province de Séno, région du Sahel, au Burkina Faso.